# Guerres byzantino-géorgiennes
Guerres bizantino-géorgiennes
Les guerres byzantino-géorgiennes (en géorgien :  ბიზანტია-საქართველოს ომები) englobent une série de conflits se déroulant du Xe au XIIIe siècle dans les districts frontaliers limitrophes de l’Empire byzantin et de la Géorgie. Elles ont leur origine dans les relations complexes qu’entretiennent avec l’Empire byzantin les princes géorgiens jusqu’à l’unification du pays en 1008. Une première guerre de 1014 à 1022 se déroule sous le règne de Basile II (r. 976 - 1025). Une deuxième sous le règne de Constantin VIII (r. seul empereur 1025 - 1028) en 1028  se termine par la reconnaissance par Constantinople en 1032 du titre de curopalate pour le jeune Bagrat IV (r. 1027 - 1072) qui épouse une princesse byzantine. Toutefois, dès l’année suivante, des conflits dynastiques en Géorgie remettent en cause la légitimité de Bagrat ; les Byzantins se rangent du côté de l’un des rebelles, Liparit IV duc de Kldekari (années 1030 - 1059). L’empereur byzantin Constantin IX (r. 1042-1055) réussit à imposer une médiation en vertu de laquelle Liparit reconnait la légitimité du roi de Géorgie, tout en restant le prince le plus puissant du royaume ; en même temps, il se voit conférer par les Byzantins le prestigieux titre de magistros (et peut-être de curopalate).
La bataille de Manzikert en 1071 et la défaite de Romain IV (r. 1068 - 1071) aux mains des Seldjoukides rapprochent Byzantins et Géorgiens jusqu’à ce que la quatrième croisade (1204) remplace temporairement l’Empire byzantin par l’Empire latin. De son côté, la Géorgie connaît son âge d'or sous le règne de Tamar Ire, dite Tamar la Grande, (r. 1184 - 1213) et devient l’État chrétien le plus puissant de la Méditerranée orientale. En 1205, Tamar lance ses troupes sous le commandement de ses neveux, Alexis et David Comnène, sur le Lazistan. Occupé, ce territoire devient l’Empire de Trébizonde dont Alexis deviendra empereur et David commandant-en-chef des armées. Pendant qu’Alexis fortifie l’est du nouvel empire, David continue sa progression vers l’ouest, venant bientôt en conflit avec le nouvel Empire de Nicée dont le souverain, Théodore Ier Lascaris (r. 1205-1222) revendique la succession de l’Empire byzantin. David s’allie alors avec l’Empire latin lui aussi en conflit avec l’Empire de Nicée. Mais des révoltes nobiliaires éclatent en Géorgie, et en 1223 les Mongols apparus aux frontières du pays n'ont aucun mal à vaincre les Géorgiens. Durant la décennie 1270, l’intégrité territoriale est rompue et un royaume géorgien s'instaure en Colchide pendant que périclite l’influence géorgienne à Trébizonde. Bientôt, les Timourides puis les Turcomans succèdent aux Mongols. Après la chute de Trébizonde en 1461, la Géorgie se divise en trois entités, dernières monarchies chrétiennes de la région.

## Contexte historique

### Unification du Royaume de Géorgie

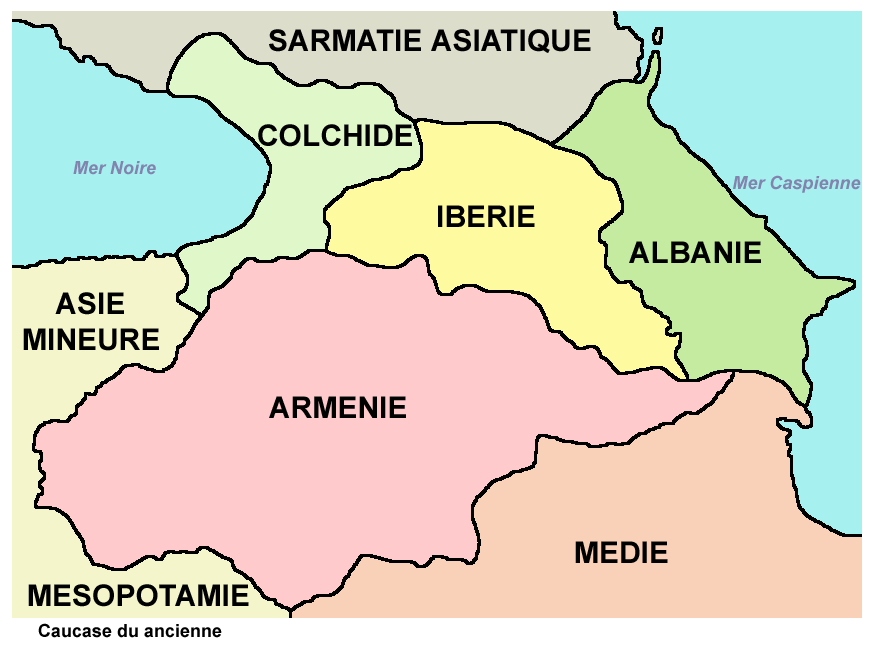
L’Ibérie antique.

Dans l’Antiquité, la Géorgie était divisée en deux royaumes de civilisation différente: l'Ibérie à l’est et à l’intérieur des terres, orientée vers la Perse, ainsi que la Colchide, à l’ouest sur le bord de la mer  orientée vers Constantinople. Plusieurs colonies de la péninsule balkanique furent fondées en Colchide au fil des siècles et, bientôt, le royaume indépendant devint un fief donné par les rois du Pont à leurs fils aînés avant de devenir après la conquête par Pompée une province romaine. Pour sa part, l'Ibérie, correspondant à l'actuelle Géorgie orientale, était plutôt tournée vers la Perse voisine. Malgré de nombreuses guerres contre celle-ci, elle parvint à maintenir son indépendance. L'Ibérie choisit au IVe siècle le christianisme comme religion d'État.
L’Empire sassanide s’empara de l’Ibérie en 580. Devenue province sassanide, elle fut dirigée d’abord par des marzbans, puis par des princes ibériens, maintenant vassaux des Sassanides. Les Arabes envahirent à leur tour l’Ibérie et créèrent l’Émirat de Tbilissi.
Dans le sud-ouest de l’Ibérie, les principautés de Tao et de Klarjéthie étaient dirigées par un rameau de la dynastie des princes bagratides d'Arménie. Vers 813, Ashot Ier, « prince-primat d’Ibérie » cherchant à agrandir son territoire sollicita l’assistance des Byzantins contre les Arabes et reçut de Constantinople le titre de curopalate,.
À sa mort, son royaume fut divisé entre ses trois fils : Bagrat Ier (r. 830/842-876) devint prince de Tao inférieur puis prince-primat d’Ibérie, Adarnassé II (r. 830-867) prince de Tao supérieur et de Calarzène, et Gouaram V (r. 830-881) prince de Djavakéti et de Samtskhé. Les trois branches de la famille furent fréquemment en guerre les unes contre les autres jusqu’à ce que Adarnassé IV, d’abord prince de Tao inférieur (881-923), devienne « Roi des Ibères » en 888 et reçoive des Byzantins le titre de curopalate en 891,.
Il appartiendra à un autre descendant d’Ashot, Bagrat III, d’abord prince de Kartli de 975 à 978, puis roi d’Abkhazie de 978 à 1008, d’unifier le pays. Ce dernier avait été adopté dans son enfance par David III (r. 966 - 1000/1001), duc de Tao supérieur et de Klarjéthie. Or David, qui avait progressivement étendu son territoire de la mer Noir au lac Van, s’était allié entre 987 et 989 à Basile II dans la lutte contre Bardas Phokas. En récompense David reçut de l’empereur les cantons qui dépendaient de l’Empire à la frontière de ses domaines propres, devenant ainsi le seigneur d’un vaste territoire allant de l’Euphrate au nord-ouest et traversant le pays d’Erzurum jusqu’au cours supérieur du Mourad. La Chronique géorgienne spécifie toutefois qu’il s’agissait de la part de l’empereur Basile II d’un don viager, et dès lors non transmissible à ses descendants.

### Basile II et David III de Tao
Les diverses principautés d’Arménie et de Géorgie revêtaient une grande importance pour l’Empire byzantin du fait que plusieurs routes commerciales venant d’Orient, vitales pour Constantinople, passaient par leurs territoires avant de se jeter dans la mer Noire.
L’empereur Romain II (r. 959 - 963) avait laissé la famille Phokas diriger l’armée et la politique impériale en Orient. À sa mort, en 963, il laissait une veuve, Théophanô Anastaso, et deux fils mineurs, les coempereurs Basile et Constantin. Durant leur jeunesse, ni l’un ni l’autre prince ne sembla s’intéresser aux affaires de l’État, ce qui permit à Nicéphore Phokas, domestique des Scholes d’Orient, de s’emparer du trône en épousant Théophanô. Gouvernant au nom des deux souverains issus de la dynastie légitime. Il nomma alors son neveu, Jean Tzimiskès, domestique des Scholes d’Orient.
Mais pour brillant général qu’il fût, Nicéphore s’avéra piètre politicien et s’aliéna nombre d’appuis dans la capitale,. Craignant pour les droits dynastiques de ses fils, Théophanô complota alors avec Jean Tzimiskès pour assassiner Nicéphore le 11 décembre 969; elle devait ensuite épouser ce dernier et régner avec lui.
Jean Tzimiskès (r. 969 - 976) devint ainsi le gardien des deux jeunes coempereurs. Pour prévenir toute tentative de révolte, il exila le frère de Nicéphore, Léon Phokas, ainsi que les deux fils de celui-ci, Nicéphore le Patricien et Bardas duc de Chaldée. Ce dernier ne tarda pas à vouloir venger la mémoire de son oncle et se proclama empereur avec l’aide de membres de la famille Phokas. Jean Tzimiskès envoya le nouveau domestique d’Orient, Bardas Sklèros, mettre fin à la révolte. Avec Sklèros et son grand chambellan, Basile Lécapène, l’empereur combattit les Russes qui s’étaient avancés sur le Danube, après quoi il annexa une grande partie de la Bulgarie.
Ceci fait, il se tourna vers l’Orient où il se soumit les émirs d’Alep et de Mosul en 975. Il devait mourir soudainement peu après son retour à Constantinople le 10 janvier 976 soit qu’il ait été atteint du typhus, soit qu’il ait été empoisonné comme le prétend l’historien Skylitzès sur ordre de Basile Lécapène. L’auteur rejette toutefois cette accusation, la portant au compte de la jalousie de certains généraux.
Âgé de dix-huit ans lorsqu’il hérita du trône Basile II se voyait confronté à la lutte que se livraient les grandes familles militaires venant d’Orient (dont les Phokas et les Sklèros) qui avaient contrôlé l’empire au cours des treize dernières années. En 976, Bardas Sklèros se souleva contre  Basile II. Le pouvoir impérial chargea alors Bardas Phokas le Jeune, neveu de l’ancien empereur Nicéphore II Phokas, de mettre fin à la révolte. Vaincu, ce dernier, se retira à l’est d’où il sollicita l’aide de David de Tao avec qui il entretenait des relations cordiales.
L’impératrice Théophanô fit alors appel au cofondateur d’un monastère du Mont Athos, un  noble ibérien du nom de Tornikos, lequel quitta son monastère et se rendit au Tao où David lui donna une armée de 12 000 hommes,.Grâce à ce renfort l’armée de Basile II  écrasa Bardas Sklèros le 24 mars 979 à la grande bataille de Pankalia.
C’est alors que David reçut en récompense divers territoires frontaliers dont Theodosiopolis ainsi que le titre de curopalate,.
Bardas Sklèros devait faire une nouvelle tentative pour s’emparer du pouvoir en 986. Presque aussitôt l’ancien général loyaliste Bardas Phokas se révolta de son côté et se proclama également empereur. Bardas Phokas se débarrassa rapidement de son concurrent. Il sollicita également l’aide de David de Tao qui lui accorda 2 000 cavaliers. Durant cette révolte David défit une force byzantine loyaliste conduite par Grégoire Taronitès qui avait pour objectif de s'attaquer au cœur du territoire de Bardas Sklèros. L’usurpateur marcha sur Constantinople, mais fut vaincu et tué par Basile II à Abydos le 13 avril 989.
Compromis pour son appui aux Phokas et  menacé d’une expédition impériale, David de Tao dut pour obtenir son pardon jurer obéissance à Basile II et s’engager à lui léguer la totalité de ses États à sa mort. En contrepartie l’empereur byzantin lui conféra en 990 le titre de curopalate accordé traditionnellement aux membres de sa famille. Ceci rendait caduque la nomination de Bagrat III de Géorgie par David III comme son successeur. Aussi lorsque David mourut en 1001, Basile s’appropria le Tao, Theodosiopolis ainsi que la région du lac Van (avec la cité de Manzikert), faisant du nouveau duché d’Ibérie un thème byzantin; Bagrat III reçut comme prix de consolation le titre de curopalate et la possession viagère de quelques villes le long de la frontière. L’année suivante, le père biologique de Bagrat III, le prince Gourgen Ier de Tao supérieur, jusque-là allié de l’Empire byzantin, revendiqua l’héritage de David. Il fut défait par le général byzantin Nicéphore Ouranos, duc d’Antioche, qui força la dynastie géorgienne des Bagratides à reconnaitre la souveraineté byzantine et mit fin à la principauté d’Ibérie. En dépit de ces difficultés, Bagrat III, déjà roi d’Abkhazie, reçut le titre de curopalate d’Ibérie, réussissant à unifier la Géorgie en lui rattachant la partie occidentale du pays et recevant à la mort de Gourgen en 1008 le titre de « roi des Géorgiens »,.

## Guerre byzantino-géorgienne (1014-1022)

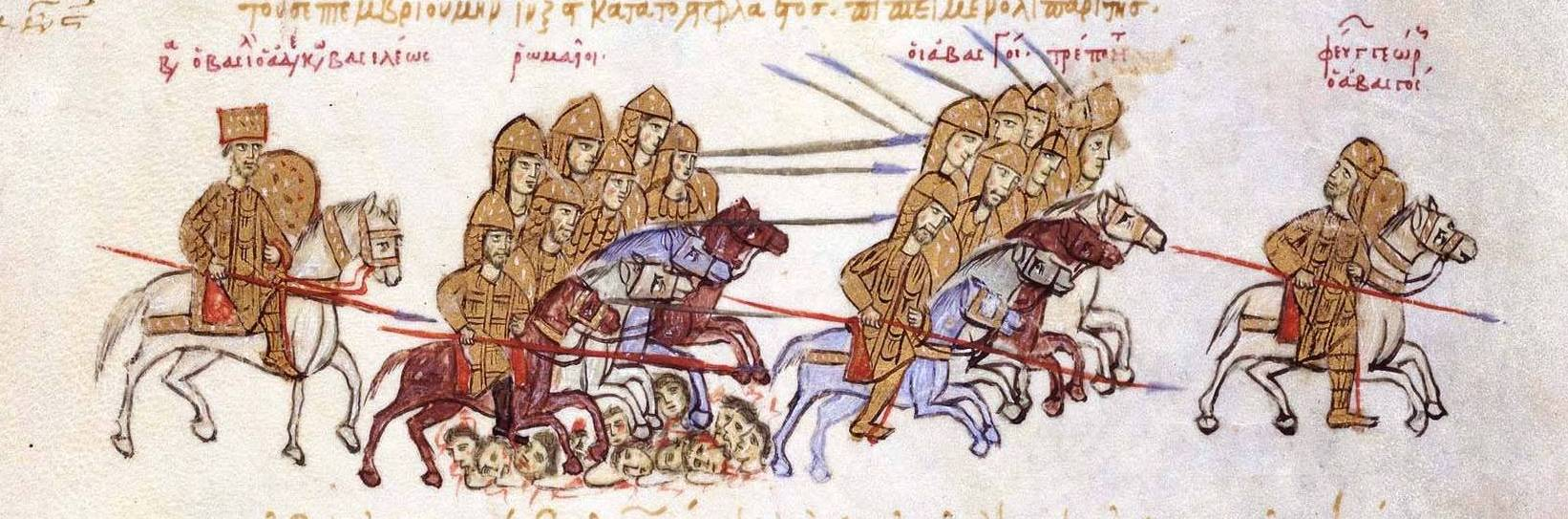
Miniature montrant le roi Georges Ier s’enfuyant devant Basile II à la bataille de Shirimni (Manuscrit de Skylitzès).

Jeune et ambitieux, Georges Ier (r. 1014 à 1027), fils de Bagrat III et deuxième roi du royaume unifié, se lança dans une expédition visant à recouvrer la succession du curopalate David sur la Géorgie; il captura le Tao en 1014-1016. En même temps, il fit alliance avec le calife d’Égypte, Al-Hakim (r. vers 996-1021) rendant difficile pour Basile, déjà occupé par une guerre avec les Bulgares, de répondre efficacement à son offensive.
Toutefois, dès que Basile en eût terminé avec la Bulgarie, il s’allia à son tour avec Al-Hakim et se tourna contre la Géorgie. À l’automne de 1021, l’empereur à la tête d’une imposante armée attaqua les Géorgiens et leurs alliés arméniens. Recouvrant Phasiane et entrant dans le Tao, l’empereur s’enfonça à l’intérieur de la Géorgie, mais Georges incendia la ville d’Oltisi pour empêcher qu’elle ne tombe aux mains des Byzantins et se réfugia à Kola. Le 11 septembre, une sanglante bataille mit aux prises les deux armées près du village de Shirimni sur le lac Palakazio (aujourd’hui Çildir en Turquie) où l’empereur remporta une victoire, laquelle quoique couteuse, força son adversaire à battre en retraite vers le nord de son royaume. Pour sa part, ravageant la contrée, Basile se retira à Trébizonde pour l’hiver.
Plusieurs tentatives pour négocier un armistice échouèrent. Pendant ce temps, Georges reçut des renforts de Kakhétie et s’allia avec les généraux byzantins Nicéphore Phokas et Nicéphore Ziphias qui s’étaient soulevés contre l’empereur. En décembre, le roi arménien Senekerim du Vaspurakan, aux prises avec les Turcs seldjoukides remit son royaume à l’empereur byzantin. L’hiver terminé, Basile lança une ultime offensive en 1022, remportant une victoire décisive sur les Géorgiens à Svindax. Menacé tant sur terre que sur mer, Georges n’eut d’autre choix que d’abandonner le Tao, Phasiane, Kola, Artaan et Javakheti à l’empereur, lui remettant en même temps son jeune fils Bagrat en otage.

## Guerre byzantino-géorgienne (1028)

Royaume de Géorgie à la mort de Bagrat III (1014)

Deux ans après la fin de cette guerre, Basile II mourut. Son frère Constantin VIII (r. 1025 - 1028) lui succéda et ordonna de ramener à Constantinople le prince Bagrat retourné dans son pays après la période fixée comme otage. Une armée géorgienne empêcha ce retour forcé. Le 16 août 1027 ce fut au tour de  Georges Ier de décéder alors qu’il était en voyage dans son royaume. Le jeune Bagrat, alors âgé de sept ans, fut reconnu et proclamé roi de Géorgie, sous le nom de Bagrat IV (r. 1060 - 1072).
Peu après l’accession de ce dernier au trône, Constantin VIII envoya une armée s’emparer de la ville-forte d’Artanuji (aujourd’hui Ardanuç en Turquie) au nom du prince Démétrè de Klarjéthie, fils de Gourgen, qui en avait perdu la possession aux mains de Bagrat III. Plusieurs nobles géorgiens se rallièrent aux Byzantins, mais ceux qui demeurèrent loyaux à Bagrat résistèrent. Les Byzantins envahirent les territoires frontaliers et tentèrent, mais en vain, de s’emparer de Kldekari dans la province de Trialeti dont l’évêque à la tête de la résistance força les Byzantins à retraiter.
Constantin VIII appuya alors les revendications de Démétrè de Klarjéthie que certains nobles géorgiens auraient voulu voir succéder au trône. La mort de Constantin VIII en 1028 devait faire avorter l’invasion qu’il projetait. L’empereur n’ayant pas d’héritier, le trône échut à un général, Romain Argyre, qui prit le nom de Romain III (r. 1028 - 1034). En 1030, la reine régente Mariam, première épouse de Georges Ier, rendit visite à Romain III et conclut avec lui un accord de paix aux termes duquel Bagrat était reconnu comme curopalate, accord consolidé par le mariage de ce dernier avec une princesse byzantine du nom d’Hélène, nièce de l’empereur.

## Guerre civile en Géorgie (1033-1071)

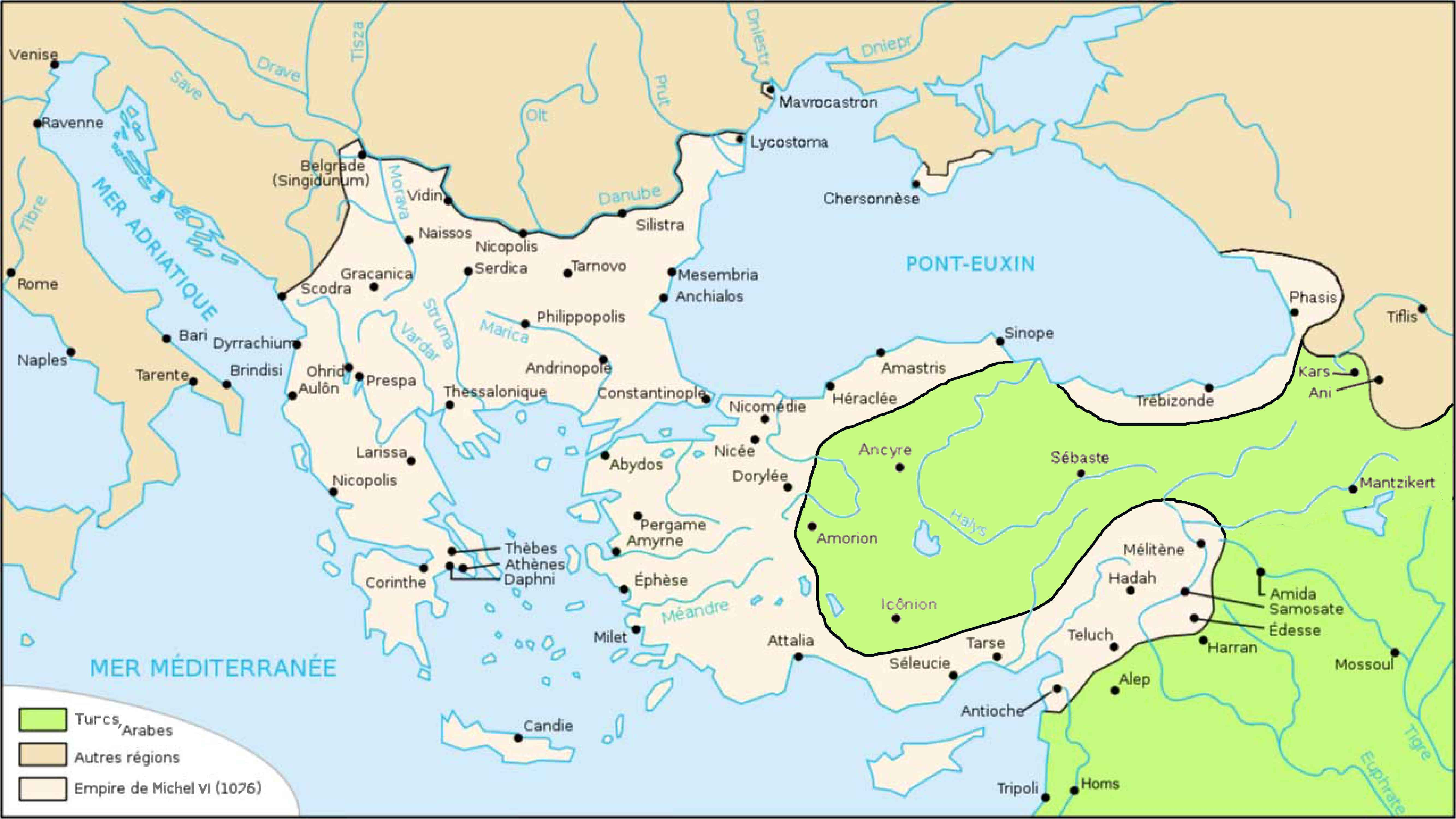
Les Empires byzantin et seldjoukide en 1076

Démétrè de Klarjéthie n’avait toutefois pas abandonné l’idée de renverser Bagrat IV. Il vivait avec sa mère, Alda, dans le fief d’Anakopie, ville maritime d’Abkhazie qui leur avait été léguée par Georges Ier. La mère de Bagrat, Mariam, tenta de les réconcilier, mais en vain. En 1033, menacée par Bagrat, Alda se tourna vers les Byzantins et remit Anakopie à l’empereur Romain III (1028 - 1034) qui la récompensa en nommant son fils « magistros », avivant ainsi la rivalité entre ce dernier et Bagrat reconnu, lui, comme « curopalate ».
Pendant la minorité de Bagrat IV, la reine douairière avait dirigé le royaume avec l’appui de quelques nobles dont le plus important était Liparit IV de Kldekari. En 1028, il s’était avéré le meilleur appui de Bagrat en repoussant victorieusement l’invasion byzantine. Dix ans plus tard, il était sur le point de prendre la cité géorgienne de Tbilissi, occupée par les musulmans depuis plusieurs siècles. Il dut renoncer à ses plans devant la grogne d’une partie de la noblesse qui craignait sa puissance grandissante. Bagrat IV conclut alors la paix avec l'émir de Tbilissi, faisant de Liparit un mortel ennemi. L’année suivante celui-ci s’allia à Démétrè dans ses efforts pour conquérir le trône avec l’appui d’une puissante armée byzantine.
À la mort de Démétrè en 1042, Liparit poursuivit la lutte contre Bagrat. Avec l’aide des Byzantins il remporta une importante victoire à la bataille de Sasireti après laquelle Bagrat IV dut abandonner ses territoires orientaux pour se réfugier dans les hautes terres de Géorgie. Avec la mort subite de Démétrè, Liparit devenait le fer de lance de l’influence byzantine dans la région. Bagrat fit alors appel au nouvel empereur byzantin Constantin IX (r. 1042 - 1055) qui proposa un compromis : Liparit recevrait la moitié du royaume situé au sud de la Mtkvari  tout en reconnaissant la suzeraineté de Bagrat. Devenu en 1045 duc de Trialeti, d’Argveti, de la Haute et Basse-Ibérie, Prince-constable de Géorgie, Liparit devint ainsi jusqu’en 1048 le personnage le plus important du royaume.
La chance devait toutefois tourner contre lui en 1048 alors que les Seldjoukides progressaient en Anatolie. Liparit, qui combattait pour les Byzantins, fut capturé à la bataille de Kapetrou (aujourd'hui Pasinler, au nord-est de la Turquie). Prenant avantage de la captivité de son rival, Bagrat reprit possession de ses territoires de l’est. Cependant Liparit fut libéré en 1049 ou 1051 et obligea Bagrat à se réfugier à Constantinople où il fut retenu pendant trois ans. En son absence, de 1050 à 1053, Liparit dirigea de fait la Géorgie, installant le fils de Bagrat, Georges II, sur le trône et se proclamant régent. La lutte reprit entre les deux hommes dès le retour de Bagrat. Finalement, en 1060, il fut arrêté par ses propres partisans et livré à Bagrat qui le força à entrer dans un monastère sous le nom d’Antoine. Il devait mourir peu après et fut inhumé dans le monastère patrimonial de Katskhi en Géorgie.
Pendant ce temps, les Seldjouks continuaient leur progression et, dans les années 1040, contrôlaient la plus grande partie de l’Asie centrale et de la Perse. Ce danger força un rapprochement entre les gouvernements byzantin et géorgien. Une alliance fut conclue, scellée par le mariage, entre 1066 et 1071, de la fille de Bagrat, Marie d’Alanie, avec le coempereur Michel VII Doukas (r. 1071 - 1078).

## Fondation de l’Empire de Trébizonde (1204-1285)

L’empire de Trébizonde peu après sa création.

En dépit de la perte de certains territoires aux mains de Basile II, les rois de Géorgie avaient ainsi réussi à maintenir leur indépendance tout en réunissant en un seul royaume divers territoires jusque-là indépendants. L’avancée des Seldjoukides et la bataille de Manzikert en 1071 devaient faire en sorte que le gouverneur byzantin Grégoire Pakourianos chargé d’organiser l’évacuation du territoire, remit ce qui était devenu le thème d'Ibérie (Tao supérieur et Tayk) à Georges II (r. 1072 - 1089). Déjà fait curopalate (vers 1060), il reçut également le titre de césar (vers 1081) avec la forteresse de Kars et fut chargé des frontières orientales de l’empire. Il devait également récupérer la forteresse d’Anakopia en Abkhazie, jadis aliénée par son oncle le prétendant Démétrè. Ces succès furent toutefois sans lendemain, car dès 1074  le sultan Malik Shah pilla le Karthli. En 1080, l’armée géorgienne fut mise en déroute à Kvelistsikhé dans le Samtskhé (Géorgie du sud); le pays fut cette fois ravagé jusqu’à la côte de la mer Noire et les Turcs brûlèrent Kutaisi, la résidence royale. Georges II dut alors se rendre à Ispahan et se reconnaître vassal de Malik Shah, qui lui concéda le statut de roi tributaire.
Les relations entre l’Empire byzantin et la Géorgie demeurèrent généralement pacifiques jusqu’en 1204 lorsque l’empereur Alexis III Ange (r. 1195 - 1203) s’empara d’un important don que la reine Tamar (r. 1184 - 1213) destinait aux moines du mont Athos. Afin de punir le nouvel empereur Alexis IV Ange (r. 1203 - 1204) pour le geste de son père, Tamar confia une armée à deux jeunes princes byzantins de sa parenté qui se trouvaient en exil à sa cour, Alexis et David Comnène, les chargeant de conquérir la région du Pont au sud-ouest de la Géorgie. Se faisant Tamar tentait de profiter de la chute de l’Empire byzantin et des défaites des Croisés devant le sultan ayyubide Saladin  pour renforcer la position de la Géorgie dans la région et assumer le rôle traditionnel joué par Byzance dans la protection des chrétiens.
Un mois avant la chute de Constantinople, Alexis occupa Trébizonde à la tête d'un contingent géorgien. Trébizonde, Sinope et Oinaion se déclarèrent pour Alexis, lequel  prit le titre d'empereur des Romains le 25 avril 1204, pendant que son frère David, nommé strategos, c’est-à-dire commandant en chef de l’armée, se rendait maître du Pont et de la Paphlagonie. L’Empire de Trébizonde s’étendait alors jusqu'à Héraclée du Pont, en Bithynie. Toutefois la prise de Sinope par les Seldjoukides en 1214 isola Trébizonde de l'Empire de Nicée, et la politique étrangère de l'empire se concentra dès lors sur les relations avec la Géorgie, le sultanat d'Iconium, les grands ports d'Italie et les petits émirats d'Erzurum et d’Erzincan.

## Guerre civile dans l’Empire de Trébizonde (1330 - 1342)

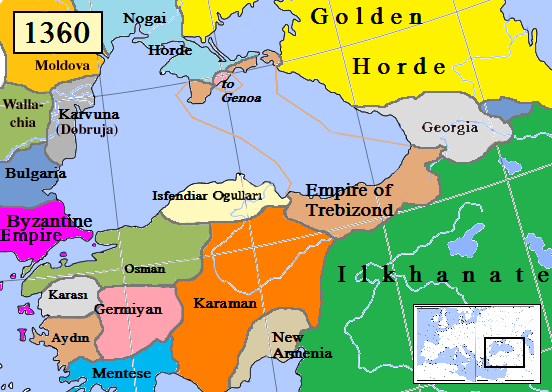
L’Empire de Trébizonde en 1360.

Dans la deuxième moitié du XIIIe siècle, alors que la Géorgie perdait son intégrité territoriale et était divisée en deux royaumes, l’influence géorgienne commença à décliner en même temps que s’affirmaient les tendances pro-byzantines dans les cercles aristocratiques de Trébizonde. Le conflit entre cercles pro-géorgiens et pro-byzantins se perpétua jusqu’en 1281 alors qu’un coup d’État organisé par la faction pro-géorgienne déposa l’empereur Jean II (r. 1280 - 1297). Mis en prison, il fut relâché peu après mais dut quitter Trébizonde pour se réfugier à Constantinople où on ne lui reconnut que le titre de « despote » même s’il devait épouser la troisième fille de Michel VIII, Eudoxie Paléologue.
Pendant son absence, le roi David VI Narin de Géorgie (aussi connu sous le nom de David Ier d’Imereti) tenta de restaurer l’influence géorgienne dans l’empire et vint assiéger la capitale. Il ne put cependant prendre la ville et dut se contenter d’occuper plusieurs provinces de l’empire  tout en aidant la sœur de Jean II, Théodora, fille de Manuel Ier et de sa deuxième épouse Rusudan, à s’emparer du pouvoir. Jean II devait cependant retourner à Trébizonde et, en 1285, chassa Théodora, laquelle dut se réfugier en Géorgie.
L'Empire de Trébizonde traversa ainsi une période houleuse marquée par de nombreuses tentatives d'ingérence étrangère, que cela fût de la part des tribus turcomanes au sud, des Géorgiens à l'est ou encore de Byzance où Andronic II Paléologue (r. 1282 - 1328) tentait de faire rentrer ce petit empire excentrique dans le giron constantinopolitain.
Si le règne d'Alexis II (r. 1297 - 1330) se signala par une grande prospérité, sa mort allait plonger l'empire dans un quart de siècle de guerre civile. L’aristocratie était divisée entre les Scholarioi, descendants de ces nobles byzantins ayant suivi Alexis et David  dans leur exil lors de la fondation de l'empire et les Mesochaldaoi, descendants de la noblesse locale, fervents nationalistes. À sa mort, ses fils Andronic III (r. 1330–1332), Manuel II (r. 1332) et Basile (r. 1332–1340) se succédèrent en moins d’une décennie. Anne Anachoutlou, fille aînée de l’empereur Alexis II de Trébizonde et de son épouse la princesse géorgienne Djiadjak, s’était retirée dans un couvent pendant le règne de son père; celle-ci se laissa persuader par une partie de la noblesse de renoncer à ses vœux monastiques pour faire valoir ses droits au trône. Elle se réfugia alors chez les Lazes, à l’est de Trébizonde où elle fut  reconnue par ceux-ci ainsi que par leurs voisins, les Tzanes, et les diverses minorités ethniques de l’empire comme la légitime héritière de son frère Basile.
Le 13 juillet 1341, Anne entra triomphalement à Trébizonde, suivie par les guerriers lazes du roi de Géorgie, Georges V (r. 1314 - 1346). Elle fut couronnée impératrice et reçut l’appui de la famille des Amytzantarioi dont la prééminence durant son règne devait provoquer la haine des Scholarioi appuyés par Constantinople. Des représentants de la famille quittèrent alors Trébizonde pour Constantinople afin d’implorer Jean, neveu de l’empereur Alexis II, de réclamer le trône. Jean accepta et son armée quitta Constantinople sur trois galères génoises en aout 1342. Début septembre, les Scholarioi restés à Trébizonde réussirent à   déposer Anne qui fut étranglée le 3 septembre.
Arrivés quelques jours plus tôt, le prétendant Jean et ses fidèles, après quelques combats de rue, parvinrent à s’emparer du palais impérial où Jean fut couronné sous le nom de Jean III Grand Comnène. Son avènement fut suivi d’une purge de ceux qui avaient donné leur appui à Anne, principalement chez les Lazes et chez les Amytzantarioi dont plusieurs furent massacrés  de même que nombre de ses partisans dans les provinces.